# James Stirling (Australië)
James Stirling (Drumpellier, 28 januari 1791 – Woodbridge Park, 22 april 1865) was een Britse admiraal en koloniaal ambtenaar. Zijn enthousiasme en volharding overreedde de Britse overheid om de kolonie aan de rivier de Swan te stichten. Hij werd de eerste gouverneur en opperbevelhebber van West-Australië.

## Leerschool
James Stirling was de vijfde van acht zonen, het negende van zestien kinderen. Zijn vader was Andrew Stirling van Drumpellier. Zijn moeder was, Anne Stirling, zijn vaders achternicht. Zijn grootvader langs moederszijde was admiraal Walter Stirling en zijn oom was viceadmiraal Charles Stirling. James Stirling trad toe tot de Royal Navy, liep school op de Westminster School en kreeg in tussentijd training op Britse oorlogsschepen. Op 14 januari 1804, op 12-jarige leeftijd, vervoegde hij de marine als eerste-klas vrijwilliger en scheepte in op het voorraadschip HMS Camel dat koers zette naar de Caraïben.
Stirling werd adelborst op de HMS Camel. Hij diende ook op de HMS Hercule die onder de vlag van John Duckworth, opperbevelhebber van de Jamaica Station, voer. Op 20 januari 1805 slaagde hij voor de adelborstproeven en werd naar de HMS Prince George overgeplaatst. Hij zou van dan af betaald worden. Op 27 juni werd hij op verzoek van zijn oom Rear Admiral Charles Stirling naar diens schip de HMS Glory overgeplaatst. De volgende maand zag hij de marine voor het eerst in actie. De HMS Glory voer in de vloot onder vice-admiraal Robert Calder die tijdens de napoleontische oorlogen (1803–1815) in juli dat jaar tegen de gecombineerde Franse en Spaanse vloten werd ingezet nabij Cabo Finisterre. Het eskadron keerde na de zeeslag terug naar Engeland met twee Spaanse schepen als buit.
In juni 1806 kreeg Stirlings oom een nieuw schip onder zijn gezag, de HMS Sampson. Hij diende generaal Samuel Auchmuty met zijn troepen naar Río de la Plata te varen en het bevel over te nemen van het eskadron van Rear Admiral Home Riggs Popham op het vlagschip HMS Diadem. James Stirling vergezelde zijn oom en maakte de inname mee van Montevideo door de troepen van generaal Auchmuty. In augustus 1807 staken de Stirlings de Zuidelijke Atlantische Oceaan over voor een verblijf van vijf maanden in Kaap de Goede Hoop. Eind februari 1808 keerde de Diadem terug naar Engeland en maakte een korte stop in Rio de Janeiro. Terug in Engeland werd Stirling op de HMS Warspite geplaatst onder kapitein Henry Blackwood. Stirling begon aan zijn examens in Somerset House op 1 augustus 1809. Op 12 augustus was hij terug op de Warspite, nu als volwaardig luitenant. Op 1 augustus 1809 werd Stirling van de Warspite naar de HMS Hibernia onder kapitein R.D. Drum overgeplaatst. Hij verhuisde alweer in november, samen met kapitein Drum, naar de HMS Armide. Een jaar later op 20 november 1811 kreeg hij een promotie tot vlagluitenant op de HMS Arethusa, het vlagschip van zijn oom die ondertussen vice-admiraal en bevelhebber van de Jamaica Station was. Op 3 maart 1812 werd James Stirling tot waarnemend bevelhebber van de HMS Moselle benoemd. Drie maanden later, op eenentwintig-jarige leeftijd werd hij tot bevelhebber gepromoveerd en mocht zich kapitein laten noemen.

## Eerste bevel - West-Indië
Zes dagen na zijn promotie kreeg Stirling de HMS Brazen, gebouwd in 1808, onder zijn commando. Hij zou er zes jaar lang op dienen. Tijdens de Oorlog van 1812 tussen de Verenigde Staten en het Britse Rijk dienden de schepen van de Jamaica Station de Amerikaanse kust en havens in de Golf van Mexico aan te vallen en de Amerikaanse schepen en voorraden te vernietigen. Op 11 juli 1812 lichtte Stirling anker met de Brazen om New Orleans en de Mississippidelta aan te vallen maar een orkaan bracht de Brazen ernstige schade toe. Hij verliet de expeditie en deed de Spaanse haven Pensacola aan om herstellingen uit te voeren. Ondanks alles was Stirling erin geslaagd inlichtingen te verzamelen over de Baai van Mobile en de door Spanje bezette kustlijn van Florida. Hij veroverde op 20 november het Amerikaans schip Warren en nam het als buit mee naar Jamaica.
Hij kreeg niet de gelegenheid naar de golf van Mexico terug te keren; hij kreeg orders om naar Engeland te varen voor onderhoud. Zijn schip lag vier maanden in een dok in Sheerness. Daarna diende hij een konvooi met kolonisten en voorraden naar de Hudsonbaai te begeleiden. Onderweg nam hij het Amerikaanse schip Beaver in beslag. Hij bleef vier weken in Churchill aan de Hudsonbaai en was er getuige van de kolonisatie en de omgang met de indianen. Toen hij terugkeerde naar het Nauw van Calais kreeg hij geheime orders om Frederik Willem van Brunswijk naar Holland te varen om daar het verzet tegen de Fransen te bestendigen. Daarna patrouilleerde Stirling voor het grootste deel van 1814 in de Ierse Zee en rond de Hebriden op zoek naar Franse en Amerikaanse schepen. Op het einde van het jaar kreeg Stirling orders om naar West-Indië te varen, naar de Windward Islands Station op Barbados, waar admiraal Duckworth opperbevelhebber was.
In West-Indië pendelde de Brazen tussen beide stations op Jamaica en Barbados om de boodschappen van beide admiraals over te brengen. Tijdens een verblijf op Jamaica werd hij voorgesteld aan Simón Bolívar die er verbleef na een nederlaag op het Zuid-Amerikaanse vasteland. Kort daarna diende hij het nieuws over de Vrede van Gent, waarmee een einde kwam aan de oorlog van 1812, over te brengen aan generaal John Lambert en zijn troepen die bij New Orleans lagen terug naar Engeland te zeilen. Zijn verkenningen van de baai van Mobile en de kust van Florida drie jaar eerder kwamen hem goed van pas. De soldaten die Fort Bowyer hadden veroverd werden opgepikt en een deel, onder leiding van luitenant Harry Smith, werden door de Brazen terug naar Engeland gevaren. Ze overleefden een storm in de golf van Florida. Smith was onder de indruk van James Stirlings capaciteiten en er ontstond een levenslange vriendschap. Hij zou later mensen, waaronder de Molloys, vanwege Stirlings leiderschapskwaliteiten overtuigen om als kolonisten naar West-Australië te trekken.
Op 20 november 1815 werd het verdrag van Parijs gesloten tussen het Britse Rijk, Frankrijk, Pruisen, Rusland en Oostenrijk. Het einde van de napoleontische oorlogen betekende het einde van de noodzaak aan een grote vloot. De admiraliteit begon schepen uit de vaart te nemen en officieren van hun commando te ontheffen. Stirling en de Brazen bleven in dienst omdat ze nodig waren in West-Indië. Spanje verloor zijn grip op het noorden van Zuid-Amerika. Rivaliserende fracties waren er in een strijd om macht verwikkeld. Vanwege West-Indië hadden de Britten alle belang bij een stabiele overheid op het vasteland maar het diende erop toe te zien Spanje, zijn bondgenoot, niet voor het hoofd te stoten. De Brazen kwam aan in Barbados in juni 1816. Stirling en de havenmeester van Barbados werden er in juli op uitgestuurd om de Venezolaanse kust te verkennen. Ze dienden inlichtingen in te winnen over de houding van de bevolking en het karakter van de rivaliserende revolutionaire fracties.
Na zijn beschouwingen te hebben overhandigd patrouilleerde Stirling de Caraïben met de orders piraterij en smokkel tegen te gaan. Eind september nam hij de Hercules in beslag. Deze actie bleek onverstandig. De Hercules, niet te verwarren met de HMS Hercules waarop Stirling in 1804 gediend had, had als bijnaam de Black Frigate. Het schip had nog gediend als vlagschip in de Argentijnse marine. Toen het schip door Stirling in beslag werd genomen, was het een kaper met 22 kanonnen en vervoerde het een waardevolle lading die op Spaans-Amerikaanse schepen en steden was veroverd. Het schip voer onder het commando van de Brit William Brown die admiraal was geweest in de Argentijnse marine en opperbevelhebber was van de patriottische vloot die de Spanjaarden bevocht. Haar inbeslagname bracht het evenwicht in gevaar dat de Britten zochten tussen de Spanjaarden en de patriotten. Na slepende procedures stelde het hooggerechtshof van de admiraliteit Brown in het gelijk maar hij verloor zijn fregat en lading. Stirling zou nog jaren achtervolgt worden door de eis om een schadevergoeding.

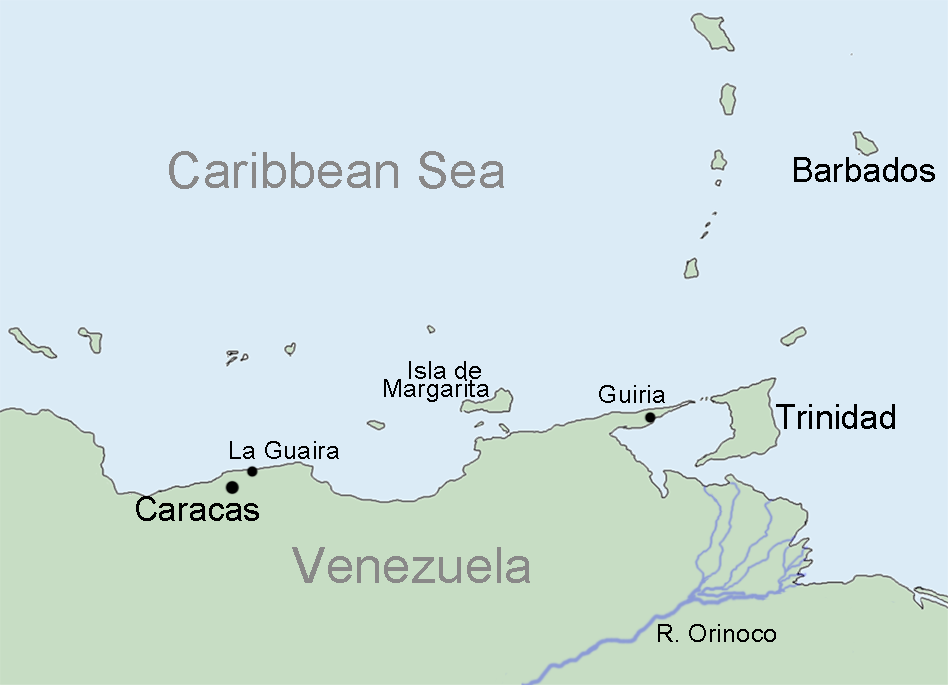
Venezolaanse kust

Eind 1816 kreeg Stirling de opdracht om een verdere gedetailleerde inspectie van de omstandigheden in Venezuela uit te voeren. Hij werd gekozen vanwege zijn ervaring, goede kennis van de Spaanse taal en het feit dat hij Bolivar, de leider van de patriotten, reeds ontmoet had. Van Güiria op de Paria Peninsula voer Stirling westwaarts naar Caracas en de haven van La Guaira. Hij keerde oostwaarts terug en bestudeerde de omstandigheden in het binnenland. In februari 1817 leverde hij bij zijn opperbevelhebber admiraal John Harvey een gedetailleerd verslag af. Vervolgens kreeg Stirling een aantal geheime missies met betrekking tot Venezuela. De juiste bevelen die hij kreeg zijn niet bekend vermits de verslagen van januari tot juli 1817 uit het logboek van de Brazen uit de dossiers van de admiraliteit zijn verwijderd. In mei stelde het uitvoerend comité van de patriotten een ontwerpgrondwet op en gaven hem aan Stirling om door te geven aan de West-Indië stations en aan Engeland. Het ontwerp werd echter verworpen door Bolivar. Bolivar en de Britten zouden daarop een geheim akkoord getekend hebben aan boord van de Brazen. De Britten zouden Bolivar helpen in ruil voor handelsrechten eens de republiek Venezuela zou worden uitgeroepen.
In de tweede helft van 1817 patrouilleerde Stirling wederom in de Caraïbische wateren. Hij diende piratenschepen aan te slaan. Vanwege het 'prijzengeld' gaf hij daar graag gevolg aan. Tegen juni 1818 was de Brazen weer toe aan herstellingen en voer Stirling terug naar Engeland. Het schip werd uit de vaart genomen en Stirling kreeg het spijtige nieuws dat hij op verlof met halve wedde gezet werd. Admiraal Harvey zond de heren van de admiraliteit een aanbevelingsbrief waarin hij de "ijver en volharding van de intelligente en uitstekende officier" aanprees. Op 7 december 1818 werd Stirling gepromoveerd tot post-kapitein wat inhield dat hij van dan af recht had op promotie door anciënniteit tot aan de rang van Admiraal. Hij stond echter pas op de 675e plaats op de anciënniteitslijst.

## Acht jaar zonder bevel - Surrey

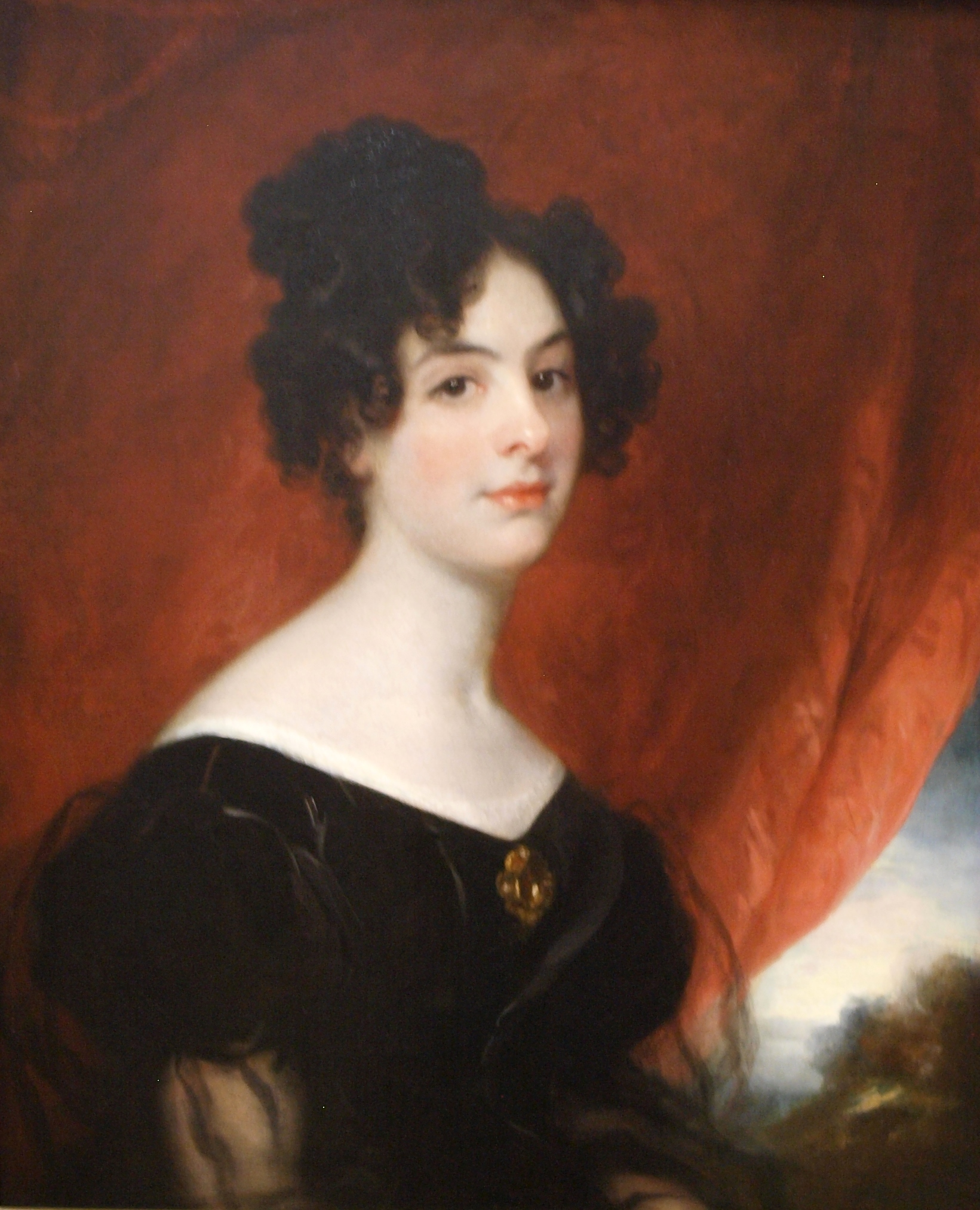
Ellen Stirling 1828

Hoewel James Stirling dat eind 1817 onmogelijk kon weten zou hij acht jaar lang geen bevel dragen. Stirling maakte van zijn gedwongen verlof gebruik om zijn ouders en familieleden te bezoeken. Hij bezocht het Europese vasteland verscheidene malen. Op een van die excursies naar Parijs ontmoette hij kapitein James Mangles en werd er bevriend mee. Mangles was ook op verlof gesteld. Zijn oom had een landgoed in Woodbridge Park, zestien kilometer van de Stirlings in Henley Park, en had uitgebreide belangen in Oost-Indië. Hij was High Sheriff geweest van Surrey en was directeur van de Britse Oost-Indische Compagnie.
Kapitein Mangles nodigde Stirling uit naar Woodbridge Park waar hij zijn toekomstige vrouw, de toen dertienjarige Ellen Mangles, voor het eerst ontmoette. De twee families konden het goed elkaar vinden. Op 3 september 1823, Ellen Mangles' zestiende verjaardag, trouwde het koppel in Stoke Church in Guildford. Ze vertrokken op een negen maanden durende huwelijksreis en grand tour. Bij hun terugkeer beviel Ellen Stirling van een eerste kind, Andrew, in Woodbridge op 24 oktober 1824.
Gedurende de daaropvolgende achttien maanden legde Stirling de admiraliteit verschillende voorstellen voor waaronder een methode om windrichtingen te bepalen op zee en een voorstel om de belading op oorlogsschepen te verbeteren. Hij was erop gebrand zijn naam op de voorgrond te houden bij de admiraliteit om zo snel mogelijk terug tot de actieve dienst gekozen te worden. Hij was met geldgebrek van zijn grand tour teruggekomen. Zijn vader was in 1823 gestorven. Het familiebedrijf floreerde niet. Daarenboven diende hij betalingen aan het gerecht te verrichten in de zaak met de Hercules. De concurrentie met de andere officieren die op verlof met een half loon waren gesteld was hevig. Hij had dus geluk of kreeg een duwtje in de rug toen hij op 23 januari 1826 het bevel over de nieuw te water gelaten HMS Success kreeg.

## Tweede bevel - Australië
In 1826 werd Australië nog Nieuw-Holland genoemd maar Nederlander leek geen interesse te hebben in haar ontwikkeling. Voor de Britten kon een haven op de noord- of westkust een nuttige schakel zijn voor de handel tussen hun nederzettingen op kaap de Goede Hoop, in Indië en Singapore en de militaire verdediging ervan. De Fransen waren echter ook geïnteresseerd en hadden verscheidene schepen die de Australische kusten verkenden. De Britten dienden het potentieel van de regio na te gaan en de mate van de Franse interesse te meten zonder een diplomatiek incident te veroorzaken. Stirling was voor deze taak de aangewezen persoon dankzij zijn ervaring met diplomatieke, geheime en verkenningsmissies. New South Wales had een tekort aan muntgeld. De nederzetting op Melville-eiland had voedseltekorten en kampte met scheurbuik. Een bevoorradingsmissie zou een uitstekende dekmantel zijn voor het verzamelen van inlichtingen.
De Succes zeilde uit op 9 juli 1826. Aan boord had ze kisten met 20.000£ aan muntstukken en een belangrijke passagier, admiraal James Saumarez, 1e baron van Saumarez, een held uit de Napoleontische oorlog. Stirling's vrouw Ellen en zijn eenjarige zoontje Andrew bleven thuis achter in Woodbridge. Een van Stirlings officieren aan boord was derde luitenant William Preston die zeven jaar later Ellen's zus Hamilla zou huwen. Op 2 september meerde de Succes aan op kaap de Goede Hoop, zette zijn passagier af, laadde voorraad op en zette terug zeil. Het schip kwam op 28 november aan in Sydney Heads nabij Sydney Harbour.
De Franse kapitein Jules Dumont d'Urville gooide op 2 december 1826 het anker van zijn korvet L'Astrolabe uit in Sydney Harbour. L'Astrolabe was op ontdekkingsreis en dat gaf Stirling de gelegenheid om naar de Franse interesse in de regio te peilen. Stirling en d'Urville ontmoetten elkaar enkele malen. Stirling kwam tot zijn ontsteltenis te weten dat d'Urville een gedetailleerde kaart van de Swan had, opgetekend in 1801 tijdens de expeditie van Nicolas Baudin. Voor hij Engeland verliet had Stirling de kaarten van de westkust bestudeerd en was tot de conclusie gekomen dat de Swan een mogelijke locatie voor een nederzetting en haven was. Hij had gehoopt de eerste Europeaan te zijn om het gebied te verkennen en in kaart te brengen. d'Urville gaf echter te verstaan dat de Fransen niet geïnteresseerd waren in een haven in het gebied door de moeilijke toegang en het gebrek aan zoetwater en zich op Nieuw-Zeeland concentreerden. Dit gaf Stirling de vrije hand.
Op dezelfde dag dat L'Astrolabe de haven binnen liep kwam ook het schip Isobella uit Melville-eiland aan. De scheurbuik was onder controle en de nederzetting ontwikkelde zich in positieve zin. De gouverneur van New South Wales, Ralph Darling, adviseerde Stirling zijn bezoek aan Melville uit te stellen tot het einde van het jaar. Stirling stelde vervolgens een rapport op voor Darling met gedetailleerde argumenten voor een missie naar de Swanrivier (die hij nog nooit gezien had). Darling verleende zijn goedkeuring. Op 17 januari 1827 zeilde de Succes met de Currency Lass en verscheidene kleinere vaartuigen aan boord van Sydney langs Hobart in Van Diemensland naar de Swanrivier. Aan boord waren koloniaal botanicus Charles Fraser, landschapsschilder Frederick Garling Jr. en scheepsarts Frederick Clause.

### De verkenning van de Swanrivier

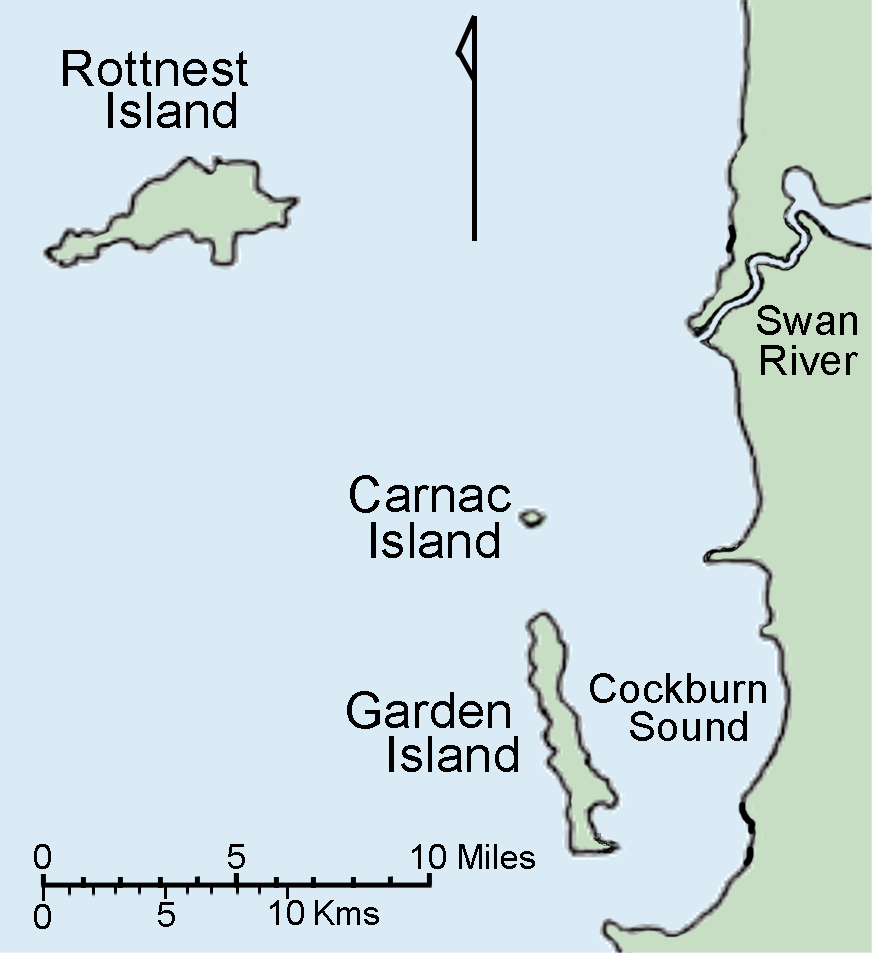
West-Australische kust

De Succes kwam op 5 maart 1827 aan voor de kust van West-Australië en ging voor anker aan de noordoostkant van Rottnesteiland. De volgende dag voer het schip voorzichtig naar de kust en ging ongeveer anderhalve kilometer voor de monding van de Swan voor anker. Luitenant Carnac en scheepskapitein Millroy bleven achter om peilingen te doen en op zoek te gaan naar een kanaal en een aanlegplaats. Ondertussen maakten Stirling, Frazer en luitenant Preston een eerste verkenning van de rivier in de officierssloep. Ze zeilden ongeveer acht kilometer stroomopwaarts tot een brede sectie die Stirling Melville Water noemde. Andere kenmerkende plaatsen werden naar Stirlings broer Walter en luitenant Preston genoemd. De volgende dag werden meer peilingen genomen en Isle Berthelot en Isle Bauche werden Carnac Island en Garden Island hernoemd. Stirling gaf de naam Cockburn Sound aan de "magnifieke baai tussen het eiland en het vaste land die een grote aantrekkingskracht heeft op een zeeman op zoek naar een haven".
Op de middag van 8 maart verliet de verkenningsgroep bestaande uit Stirling, Frazer, Garling, Clause, luitenant Belches, adelborst Heathcote, scheepsklerk Augustus Gilbert, zeven matrozen en vier mariniers de Succes in een kotter en de officierssloep en zeilden naar Point Belches. Daar liepen de boten aan grond en de groep vond geen diepe geulen. De boten werden uitgeladen en verder gesleept door het ondiepe tot de nacht viel. Terwijl men hiermee bezig was beklommen Stirling, Frazer en Darling de hooggelegen heuvel op de westelijke oever. Stirling noemde deze Mount Eliza naar Eliza Darling, de vrouw van de gouverneur. Garling schilderde daar een aquarel, een landschap met zicht op de monding van de rivier aan de overkant van Melville Water. De blauwe heuvels in de verte noemde Stirling General Darling's Range. Later vernoemde Stirling de rivier Canning naar de Britse eerste minister uit die tijd.

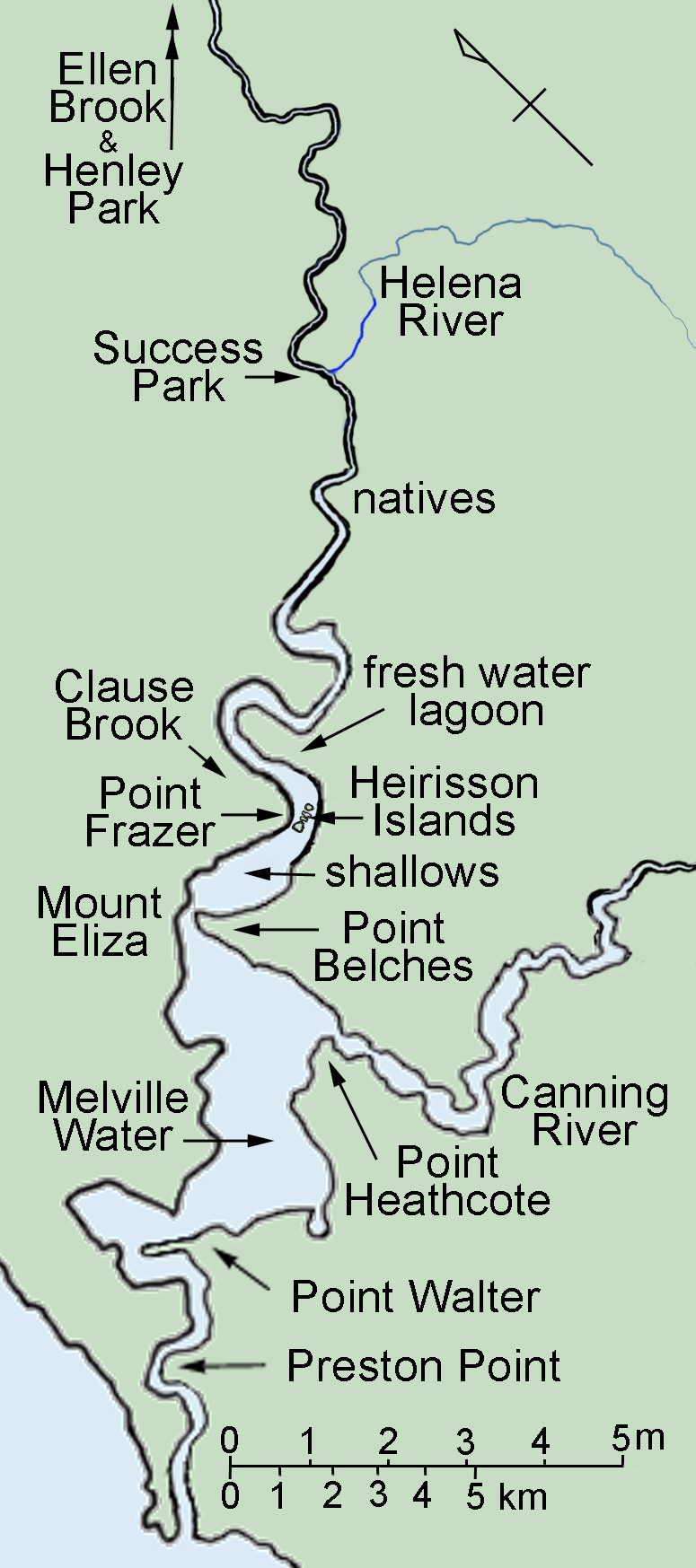
Verkenning van de Swan

De volgende dag werden de boten van bij het ochtendgloren tot valavond verder gesleept. Frazer verkende de omgeving en vond een zoetwaterbeek. Stirling noemde een nabijgelegen landpunt Point Frazer. Frazer ontdekte ook nog een zoetwaterlagune en de groep sloeg er zijn kamp op. De volgende ochtend toonden drie gewapende inboorlingen hun onvrede met de invasie (Stirlings woorden) van hun territorium middels hevige gebaren maar trokken zich uiteindelijk terug. Die dag bereikten de boten de Heirisson Islands. Diepere geulen verder stroomopwaarts maakten de vooruitgang makkelijker maar men vorderde nog steeds traag door de vele bochten in de rivier. Op 11 maart voeren de boten door een lange smalle doorgang en troffen meer inboorlingen aan die vanaf hoger gelegen gebied met hun speren naar de boten dreigden. Toen de boten vlakker terrein bereikten, bedaarden gebaren van goede wil de situatie en de inboorlingen verdwenen.
Op 12 maart bereikten de boten een zijrivier die de Swan vanuit het oosten instroomde. Ze werd later de Helena genoemd. De groep vond nog een zoetwaterstroom langs de westkant van de Swan die ze de Succes noemden. Daarna versmalde de Swan weer en waren er veel hindernissen. De volgende dag sloeg de kotter lek en diende hersteld te worden. Daarna bereikte de groep een beek die Stirling naar zijn jonge vrouw vernoemde, de Ellen Brook. De Swan was verder niet meer bevaarbaar. Stirling en Garling trokken te voet verder naar de heuvels in het oosten en bereikten die tegen zonsondergang. Op hun terugweg naar het kamp liepen ze verloren in het donker maar Frazer had zoekploegjes uitgezonden om hen terug te leiden. Op 14 maart splitste de groep zich in drie. Frazer ging oostwaarts en Belches vertrok noordwaarts met Heathcote. Stirling en Clause vertrokken naar het westen en ontdekten een zoetwaterlagune, enkele verlaten Aborigineshutten en een vruchtbaar gebied dat Stirling zo begeesterde dat hij het Henley Park noemde naar zijn thuis in Surrey.
Terugkeren ging vlotter vermits het stroomafwaarts ging en de omgeving reeds in kaart gebracht was. Bij Melville Water aangekomen werd Belches erop uitgestuurd de Canning te verkennen. De rest van de groep keerde terug naar de Succes. Men verkende de volgende vier dagen de omliggende eilanden en zocht naar een veilig kanaal om in de Cockburn Sound te geraken. Er werden een aantal moestuinen aangelegd en vee achter gelaten zodat, hoewel ze geen officieel bezit mochten nemen, later "Acts of Occupation" konden bewezen worden. Op 21 maart lichtte de Succes het anker en kwam drie dagen later aan in de Geographebaai om het gebied, naar gouverneur Darlings instructies, te verkennen en erover te berichten. Vervolgens voer de Succes naar King George Sound, het latere Albany, om er majoor Edmund Lockyer op te pikken. De kleine nederzetting had gebrek aan voorraden en Stirling liet achter wat hij kon. Het schip keerde vervolgens terug naar New South Wales en wierp op 16 april 1827 anker uit nabij Sydney Heads.
Stirlings verslag aan Darling en Frazers verslag over de kwaliteit van het land werden bij Darlings rapport van 21 april 1827 gevoegd en naar het Colonial Office in het Verenigd Koninkrijk gestuurd. Stirlings verslag bestond uit een dagboek Narrative of Operations en een sectie Observations on the Territory. Dat laatste bevatte ook een verslag door Clause effecten van het klimaat op de gezondheid. Latere gebeurtenissen toonden aan dat de drie verslagen overenthousiast waren geweest doordat men enkel de grond in de nabijheid van de Swan had onderzocht en dit in het gematigdste seizoen van het jaar. Frazer is daar later hevig voor bekritiseerd geweest. Frazer en Clause waren vermoedelijk wel beïnvloed geweest door Stirlings intense enthousiasme voor het project. Op 31 augustus schreef Stirling een tweede rapport over de Swan. Dit was gericht aan de admiraliteit en was korter, met meer nadruk op de verzuchtingen van de marine en de strategische waarde van het gebied.

### Melville-eiland en Noord-Australië

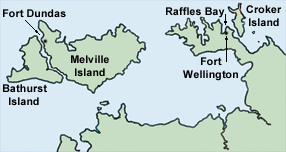
Melville- en Crookereiland Noordkust Australië

Stirlings oorspronkelijke missie hield het leveren van voorraden op Melville-eiland in. Darling had echter instructies ontvangen te onderzoeken of een nederzetting op de kust ten oosten van Melville-eiland binnen de mogelijkheden lag. Bijgevolg verliet de Succes op 19 mei 1827 Sydney met een vestigingsmacht voor een nieuwe nederzetting aan boord. Ze werd vergezeld door de brik Mary Elizabeth onder gezag van luitenant Hicks. De twee schepen verloren elkaar tijdens de tweede nacht uit het oog. De Mary Elizabeth zeilde naar Melville-eiland. De Succes ging op 15 juni voor anker in Palm Bay aan de westkant van Crookereiland. Stirling zag meteen in dat het eiland niet geschikt was voor een nederzetting en zond een boot naar het vasteland om de Rafflesbaai te verkennen. Vermits het verslag positief klonk zocht Stirling niet verder. Op 18 juni ging hij met zijn officieren aan land om bezit te nemen van de Rafflesbaai en het omliggende grondgebied in naam van Zijne Majesteit. De vestigingsmacht en voorraden werden aan land gebracht. Stirling noemde de nederzetting Fort Wellington omdat hij er bezit van nam op de verjaardag van de Slag bij Waterloo. Nadat hij zich ervan vergewist had dat alles in orde was voer hij op 23 juli naar Melville-eiland.

Op 25 juli kwam de Succes aan in Fort Dundas op Melville-eiland. Na vier dagen werd zeil gehesen voor Madras en vervolgens Penang om verslag uit te brengen aan admiraal William Gage, bevelhebber van het Oostelijk Station. Stirling was erop gebrand huiswaarts te keren om zijn familie te zien en zijn zaak voor een nederzetting aan de Swan te bepleiten. Gage gaf hem echter de opdracht zich met de Succes in de haven van Trincomalee op Ceylon te stationeren. Hij kwam er toe op 4 januari 1828. Stirling bezweek er al snel aan het tropische klimaat en op 21 februari verklaarden drie chirurgen van de Royal Navy dat hij zo ziek was dat hij onmiddellijk naar Engeland moest terugkeren.
De nederzettingen Fort Wellington en Fort Dundas geraakten al snel in moeilijkheden door uitbraken van scheurbuik en koorts, voorraadtekorten en communicatiemoeilijkheden. De medische officier van Fort Dundas probeerde ettelijke keren zelfmoord te plegen waarna hij ten slotte stierf aan koorts. De buitenpost op Melville-eiland werd in november 1828 verlaten en de nederzetting op Rafflesbaai werd in juli 1829 opgebroken.

### West-Australië
Bij zijn terugkeer in Londen in 1828 lobbyde Stirling bij de Foreign Office en de admiraliteit voor een nederzetting nabij de Swanrivier. Hij beschreef het als ideaal voor een permanente vestiging. Hij benadrukte de defensieve ligging van Mount Eliza, de grote heuvel waarop Kings Park tegenwoordig ligt, omdat het "nabij een smalte in de Swan ligt wat de kolonie met een paar kanonnen gemakkelijk verdedigbaar maakt tegen scheepskanonnen".
Op 21 augustus 1828 schreven Stirling en zijn kennis Thomas Moody naar Under-Secretary Robert Hay waarin ze aanboden een vereniging van private kapitalisten te vormen die Australië zouden koloniseren met eigen financiële middelen. Ze zouden dezelfde 'principes' hanteren die William Penn in Pennsylvania had gevolgd. Stirling ontmoette tijdens zijn zoektocht naar investeerders onder meer Thomas Peel die een associatie oprichtte. Stirling schreef ook een artikel voor de Hampshire Telegraph dat op 20 oktober in verkorte versie in de Sun en The Times verscheen en belangstelling bij investeerders opwekte. Kolonel Peter August Latour zou een andere grote investeerder blijken.
Het parlement verwierp de voorstellen van Stirling en Moody eerst maar geruchten over vernieuwde Franse interesse in de regio leidde George Murray er op 5 november toe de admiraliteit te vragen een oorlogsschip naar de westkust van Nieuw-Holland te zenden en het hele gebied in bezit te nemen in naam van Zijne Majesteit. Deze taak werd aan de HMS Challenger onder bevel van admiraal Charles Howe Fremantle toevertrouwd. Een week later volgde de opdracht om de HMS Sulphur voor te bereiden om een detachement soldaten naar de Swanrivier te varen.
Op 31 december 1828 schreef Fremantle een brief naar Stirling en bevestigde zijn titel als luitenant-gouverneur van de nieuw kolonie. Dezelfde dag bevestigde Under-Secretary Robert Hay de benoeming van de leden van de burgerlijke inrichting waaronder koloniaal secretaris Peter Brown, landmeter-generaal John Septimus Roe, havenmeester Mark John Currie, naturalist James Drummond, een arts, een winkelier, een kuiper, een smid en een bootbouwer. Na hectische voorbereidingen vertrokken Stirling en deze pioniers met hun families, assistenten, dienaren en vee op 6 februari 1829 uit Plymouth in de Parmelia onder bevel van kapitein J.H. Luscombe. Ze werden vergezeld door de Sulphur met honderd manschappen van het 63e Regiment of Foot onder bevel van majoor Frederick Irwin, 3 jaar provisies, 10.000 bakstenen en 1.000 £ om alle overheidskosten te betalen.
Op 31 mei kwam de Parmelia op Gardeneiland aan bij wat later de Swan River kolonie zou worden. Ze zetten een houten huis recht dat eerst bij luitenant Preston in Sutton Green, Surrey, geassembleerd was. Het zou het huis van de gouverneur worden. Deze pioniers waren verantwoordelijk voor de fundamenten van Perth, Fremantle en Guildford.
Op 17 en 18 juni werd Stirlings proclamatie voorgelezen op het vasteland en op Gardeneiland. Daarin legitimeerde hij zijn gezag en verklaarde hij welk gedrag hij van de kolonisten verwachtte. Er stond onder meer in dat ongeoorloofde daden tegen de oorspronkelijke bevolking, de Aborigines, bestraft zouden worden alsof ze tegen kolonisten werden gepleegd.
Stirling bestuurde de Swan River kolonie van juli 1829 tot 11 augustus 1832 toen hij voor een lang bezoek terug naar Engeland reisde en er tot ridder geslagen werd. Van augustus 1834 tot december 1838 bestuurde hij de kolonie weer. Hij werd pas tot gouverneur benoemd op 6 februari 1832. Daarmee werd het wettelijk kader gecreëerd dat nog ontbrak volgens Stirlings instructies van 30 december 1828. Stirling had gezegd :
I believe I am the first Governor who ever formed a settlement without Commission, Laws, Instructions and Salary.
Ik geloof dat ik de eerste gouverneur ben die ooit een kolonie heeft gesticht zonder commissie, wetten, instructies en loon.
In oktober 1834 leidde Stirling een expeditie met vijfentwintig soldaten en kolonisten waaronder John Roe en Thomas Peel. Hij was van plan Pinjarra te stichten en de opstandige Aborigines van een stam aan de rivier Murray, die ene Nisbett vermoord hadden, een lesje te leren opdat niet meer stammen gewelddadig verzet zouden gaan vertonen. Hij viel een kamp van vijftig à zestig Pindjarup Nyungah aan. De Pindjarup vluchten het struikgewas in maar werden omsingeld aan een doorwaadbare plaats in de Murrayrivier nabij Pinjarra. Stirling verwees hiernaar als The Battle of Pinjarra. De verslagen van de kolonisten spreken van een tien tot tachtig Aborigines die werden gedood.

## Derde bevel - Middellandse Zeegebied
In 1840 werd Stirling het bevel over de HMS Indus gegeven met de instructie de mediterraanse vloot te vervoegen. De Britse Lord Palmerston was van oordeel dat een stevige Britse aanwezigheid in het Middellandse Zeegebied nodig was. Mohammed Ali van Egypte had de Oriental Crisis of 1840 veroorzaakt door zichzelf Kedive van Egypte uit te roepen. Egypte was tot dan een Ottomaanse provincie. Koning Ferdinand II der Beide Siciliën werd overtuigd door een Britse blokkade van Napels om het monopolie over Siciliaanse zwavel, een essentieel ingrediënt voor buskruit, opnieuw aan een Brits bedrijf te verlenen. De Siciliaanse mijnen leverden 4/5 van de totale wereldvoorraad zwavel. De Indus bereikte Gibraltar in augustus 1841 en toonde zich ("showing the flag") langs de Algerijnse kust op weg naar het mediterrane station op Malta. Ze werd een aantal maanden ingezet rond Sicilië en de laars van Italië. In november werd Stirling opgedragen zijn aanwezigheid te tonen in Lissabon en er de toestand te controleren. Portugal was al enkele jaren in beroering en de Britse admiraliteit was ingelicht over voorbereidingen van de Portugese overheid voor een treffen met de aanhangers van een charter uit 1826. Stirling werd opgedragen geen actie te ondernemen tenzij om Britse onderdanen of de Portugese koninklijke familie te beschermen. Stirlings vrouw was naar Lissabon gereisd en er van een tweede dochter bevallen. Het conflict werd vreedzaam opgelost.
In juni werd de Indus naar Malta terug geroepen. Stirling werd vervolgens naar Smyrna gezonden waar zich een opstand had voorgedaan. Men dacht dat Britse onderdanen en eigendommen risico liepen. Ook dit gevaar werd geen werkelijkheid en na drie maanden in Piraeus gestationeerd te zijn, zeilde Stirling naar Naples. Het schip nam er deel aan de feestelijkheden ter ere van Theresia van Bourbon-Sicilië die werd uitgezwaaid om met Peter II van Brazilië in het huwelijk te treden. Dit was een belangrijke diplomatieke gebeurtenis en Stirling onderhield de Britse ambassadeur en consul aan boord. Hij werd uitgenodigd bij koning Ferdinand. De haven lag vol Napolitaanse, Braziliaanse en Britse marineschepen. Er lag zelfs een Amerikaans oorlogsschip. Stirling stuurde een gedetailleerd inlichtingenrapport over de buitenlandse oorlogsschepen naar de admiraliteit. Vervolgens voer hij naar Cádiz waar hij een blokkade door rebellen voorkwam. In september 1843 kreeg vice-admiraal Edward Owen, opperbevelhebber van de Mediterraanse vloot, een dringend verzoek om hulp van Edmund Lyons, de Britse consul in Athene. Koning Otto I van Griekenland had een voorstel voor een nieuwe grondwettelijke regering voor Griekenland verworpen en werd door een gewapende rebellie bedreigd. Stirling diende zich aan te sluiten bij de HMS Formidable, onder bevel van Charles Sullivan, en zich ter beschikking te stellen van Edmund om voor de veiligheid van de Britse onderdanen zorgen. Stirlings charme en diplomatieke kwaliteiten, samen met de aanwezigheid van drie Britse oorlogsschepen in de haven, deden de gemoederen bedaren. Ondanks de tegenzin van de koning om de nieuwe grondwet te aanvaarden slaagden Stirling en Sullivan erin de koning te doen bijdraaien. Als dank voor hun hulp in het onderdrukken van de rebellie en het onderhandelen met zijn ministers schonk de koning Stirling en Sullivan Griekenlands hoogste eer. Ze werden Knight Commander of the Order of the Redeemer benoemd. Vervolgens keerde Stirling terug naar Engeland waar de Indus op 13 juni 1844 werd gestript, gereinigd en vereffend.

## Vierde bevel - West-Europese kust
In mei 1847 kreeg Stirling voor de vierde maal een schip onder zijn bevel, het linieschip HMS Howe. Hij vervoegde de kanaalvloot onder het bevel van de net benoemde Rear Admiral Charles Napier van de HMS St Vincent. In september kreeg Stirling speciale orders. Hij zou Hare Majesteit, de weduwe koningin Adelheid van Saksen-Meiningen, tante van koningin Victoria, begeleiden op reis naar Lissabon en Madeira en vervolgens terug naar het Osborne House op het eiland Wight. Met de koninklijke vlag op de boeg voer de Howe op 22 oktober de rivier Taag op. Charles Napier kwam onmiddellijk aan boord om zijn respect te betuigen, gevolgd door de Portugese koning Ferdinand van Saksen-Coburg Gotha met twee prinsen in zijn gevolg. De volgende dag trokken alle kapiteins van het eskader hun volle ornaat en witte broek aan en werden formeel aan de Weduwe Koningin voorgesteld. Daarna escorteerden Stirling en Napier haar naar het koninklijke Palácio das Necessidades waar ze ontvangen werd door koningin Maria II van Portugal.

Na vijf dagen sightseeing werd zeil gezet naar Madeira. Toen ze de Tagus uitvoeren werd de Howe door een grote golf getroffen. Hare Majesteit schoof uit en sloeg bijna overboord. Stirling wist haar te redden maar verloor daarbij zijn ceremoniële zwaard. De dankbare koningin schonk hem een magnifieke vervanging, een fijn verguld zwaard met schede die speciaal voor haar gemaakt was. Ze schonk hem later ook nog een zilveren snuifdoos met een inscriptie hem dankend voor zijn tegenwoordigheid van geest op die dag. Nadat hij de koningin in Madeira had afgeleverd voer Stirling terug naar Lissabon. Daar nam hij deel aan oefeningen en manoeuvres waarna hij de koningin weer oppikte en naar Engeland voer. De koningin kwam toe in Osborn House op 27 april. Stirling vernam later in het jaar dat de koningin hem nog had geëerd door hem als haar adjudant op zee aan te duiden.
Hij had nog een paar weken die hij bij zijn familie kon doorbrengen alvorens hij zich diende aan te melden bij William Parker in Malta. Parker was Edward Owen opgevolgd als opperbevelhebber van de mediterrane vloot. De volgende jaren stimuleerde de aanwezigheid van Franse en Britse schepen een ongemakkelijke vrede in het oostelijke Middellandse Zeegebied. In 1849 werd de Howe teruggeroepen. Ze bereikte Engeland op 2 juli en twee weken later werd de bemanning uitbetaald.

## Vijfde bevel - Het verre oosten
In juli 1851 werd Stirling gepromoveerd tot Rear Admiral. Het jaar daarop diende hij een week als Fourth Naval Lord en lid van de admiraliteit alvorens de regering viel. Van januari 1854 tot februari 1856 was Stirling opperbevelhebber van East Indies & China Station. Zijn twee voornaamste bezorgdheden betroffen de piraterij rond Hong Kong en de Krimoorlog. Op 14 oktober 1854 tekende hij een eerste versie van een Britse vredesverdrag met Japan, de Anglo-Japanese Friendship Treaty, waarbij hij gebruik maakte van kanonneerbootdiplomatie.
In zijn strijd tegen de piraterij kreeg Stirling steun van de luitenant-gouverneur van Hong Kong, de Portugese gouverneur van Macau, de Amerikaanse Commodore Abbot die het stoomschip Queen ter beschikking stelde, enkele Kantonese zakenmannen die 5.000$ doneerden en een rijke Chinese handelaar die twee P&O stoomschepen charterde en ter beschikking stelde. Bij een eerste actie werden nabij Macau 17 jonken en een aantal piratenopslagplaatsen in brand gestoken. Bij een tweede actie in de Tymoonbaai werden 50 jonken vernietigd, verschillende kanonnen in beslag genomen en 50 tot 60 piraten gedood.
In november 1854 leidde Stirling een vloot over de Parelrivier naar Kanton. Consul Robertson had verontrustende berichten gestuurd over de stilgevallen handel. Kanton werd belegerd door Tiapingrebellen en had daarenboven last van opstandige Tiandihui in de stad. In februari 1855 bereikte Stirling het bericht dat een Engels-Franse vloot onder leiding van Rear Admiral Price in augustus 1854 nabij Petropavlovsk had slag geleverd met het Russische Pacifische Eskader onder leiding van Rear Admiral Poutiatin. Price had zelfmoord gepleegd en werd vervangen door Rear Admiral Bruce. Rusland slaagde er in februari 1855 in een vredesverdrag met Japan te ondertekenen. Stirling kreeg instructies Bruce bij te staan in de strijd tegen Rusland. Stirling zond schepen noordwaarts en zou zelf naar Nagasaki en Hokkaido volgen. Deels doordat de Amerikanen geen gevaar meer zagen in de Russen vermits hun belangrijkste schip de Diana was vergaan door een tsunami volgend op een aardbeving en deels doordat Stirling nog wachtte op documenten uit Engeland om het verdrag met Japan te bekrachtigen bleef hij achter. Ondertussen ontsnapte Poutiatin ondanks het verlies van de Diana uit Bruce's greep.
Toen Stirling in mei 1855 dan toch naar Nagasaki en Hokkaido voer ontving hij nieuws van Commodore Elliot's ontdekking van zes Russische schepen in de De-Kastri-baai. Stirlings vloot zette onmiddellijk zeil richting de De-Kastri-baai maar de Russen waren aan Elliot ontsnapt. Het was onduidelijk of de Russen langs de zuidelijke of noordelijke passage waren ontsnapt. Stirling ging zuidwaarts op zoek en Elliot naar het noorden. Ze ontmoetten elkaar weer in Hokkaido. Stirling ontving er ook de documenten voor het vredesverdrag. Elliot diende het aangepaste verdrag in zijn plaats te ondertekenen. Uiteindelijk bereikten ze Nagasaki terug zonder Russische schepen ontmoet te hebben. Stirling zond Elliot weg en tekende zelf het vredesverdrag dat, op vraag van Japan en tegen de wil van zijn oversten in, in het Nederlands was opgesteld. Gelukkig had hij een Nederlands sprekende chirurg, Mr. R.W. Clarke, aan boord die de verschillen tussen de Nederlandstalige en de Engelstalige versie opmerkte. Stirling tekende het vredesverdrag en stuurde er zijn zoon mee naar Engeland, samen met een aanvraag voor zijn opruststelling. Door het einde van de Krimoorlog ging Stirlings aandacht daarna weer naar de strijd tegen de piraterij. Stirlings overeenkomst met Japan werd bekrachtigd en zijn verzoek tot opruststelling ingewilligd. Op 2 april 1856 verliet hij Hong Kong op weg naar huis en kwam op tijd toe voor het huwelijk van zijn dochter Ellinor.

## Opruststelling
Op 22 augustus 1857 werd Stirling viceadmiraal benoemd door anciënniteit en kreeg een zetel in het parlement. Zijn levenslange droom om admiraal te worden ging in november 1862 in vervulling. Op 22 april 1865 stierf hij terwijl hij een vredig en comfortabel pensioen genoot thuis in Woodbridge Park bij Guildford in Surrey. Hij werd 74 jaar oud. Er staat een gedenkplaat in de St Marks Kerk in Wyke in Surrey. Zijn vrouw Ellen leefde nog negen jaar. Het koppel ligt samen begraven in een uitbreiding van het kerkhof van de St Johns kerk in Stoak Road nabij Guildford waar ze getrouwd waren.

### Hulde
De plant Stirlingia werd in 1838 door Stephan Endlicher naar hem vernoemd. Een aantal pittospora werden ook naar hem vernoemd. In Engeland werd de gemeenschapszaal van de St Johns kerk de The Stirling Centre genoemd. In West-Australië werden een buitenwijk van Perth, een kiesdistrict, het Stirlinggebergte, de 'Governor Stirling Senior High School' en het Nationaal park Stirling Range naar Stirling vernoemd. De Royal Australian Navy's Indian Ocean Fleet is gestationeerd in de marinebasis HMAS Stirling nabij Rockingham. De autoweg die Fremantle met Perth verbindt werd de Stirling Highway gedoopt. Er zijn verschillende gebouwen en bedrijven in de streek van Perth en Fremantle naar hem vernoemd.

### Smet
In 2020, op de avond voor een Black Lives Matter-betoging naar aanleiding van de dood van George Floyd in de Verenigde Staten, en met bovenvermelde 'Pinjara Massacre' in het achterhoofd, werd Stirlings standbeeld in Perths CBD besmeurd met rode verf. Op de voet van het beeld werd een Australische Aboriginesvlag aangebracht.
- Australian Dictionary of Biography: stirling-sir-james-2702
- Bibliothèque nationale de France: cb12027249f (data)
- Gemeinsame Normdatei: 129066877
- International Standard Name Identifier: 0000 0000 6679 7164
- Library of Congress Control Number: n85308396
- Nationale bibliotheek van Australië: 35092807
- SNAC: w6bv7ftb
- Trove: 470318
- Virtual International Authority File: 1080824
- WorldCat: E39PBJxGVjFvqh4VXfTbtvpVmd